# Leiolopisma ceciliae
Espèce
Leiolopisma ceciliae est une espèce éteinte de sauriens de la famille des Scincidae.

## Répartition
Cette espèce était endémique de La Réunion.

## Publication originale
- Arnold & Bour, 2008 : A new Nactus gecko (Gekkonidae) and a new Leiolopisma skink (Scincidae) from La Reunion, Indian Ocean, based on recent fossil remains and ancient Dna sequence. Zootaxa, no 1705, p. 40-50.